# Лихтерман, Болеслав Владимирович
Болеслав Владимирович Лихтерман (14 октября 1902, Симферополь — 20 января 1967, Ялта, Крымская область) — советский физиотерапевт, невролог. Доктор медицинских наук (1946), профессор (1947).

## Биография
Сын Вульфа Ароновича Лихтермана. Окончил медицинский факультет Крымского университета (1925). Непродолжительное время служил врачом на Черноморском флоте, затем в 1926—1928 годах заведовал психоневрологическим диспансером в Белорецке. В 1929 году вернулся в Крым как научный сотрудник Института физических методов лечения им. И. М. Сеченова (до Великой Отечественной войны в Севастополе, затем с 1944 года после эвакуации в Ялте). С 1932 года заведующий клиническим отделом и неврологической клиникой института.
Работал в здании Корпуса «Пироговский» Института имени И. М. Сеченова в Ялте.
Болеслав Лихтерман разрабатывал методики применения электрофореза и УВЧ-терапии для лечения мышечной дистонии, мигрени, а также для реабилитации после травм центральной и периферической нервной системы. Был редактором разделов «физиотерапия» и «бальнеология» БСЭ. Создал школу неврологов и физиотерапевтов. Под его научным руководством выполнено и защищено 22 кандидатских и 4 докторских диссертаций. Автор 4 монографий и около 200 научных публикаций.
Награждён Орденом Трудового Красного знамени, медалями «За оборону Кавказа», «За доблестный труд в Великой Отечественной войне».
Похоронен на Старом городском кладбище Ялты.

## Труды
- О терапевтическом применении коротких волн. — Севастополь, 1936.
- Ультравысокочастотная терапия военно-травматических повреждений периферийных нервов. — М., 1948.
- Лечение больных неврастенией в санаторных условиях. — М., 1958.
- Лечение начального церебрального атеросклероза в санаторных условиях. — М., 1969.